# Squatinella lunata
Squatinella lunata är en hjuldjursart som beskrevs av Segers 1993. Squatinella lunata ingår i släktet Squatinella och familjen Lepadellidae. Inga underarter finns listade i Catalogue of Life.